# Detective Story (film)
Pour les articles homonymes, voir Detective Story.
Pour plus de détails, voir Fiche technique et Distribution.
Detective Story (探偵物語, Tantei monogatari) est un film policier japonais réalisé par Takashi Miike et sorti en 2007.

## Fiche technique
- Titre : Detective Story
- Titre original : 探偵物語 (Tantei monogatari?)
- Réalisation : Takashi Miike
- Scénario : Tsutomu Shirado
- Photographie : Kazunari Tanaka
- Montage : Yasushi Shimamura
- Musique : Kōji Endō
- Pays d'origine : Japon
- Langue originale : japonais
- Format : couleur
- Genre : policier
- Durée : 99 minutes
- Dates de sortie :

 Japon : 29 septembre 2007

## Distribution
- Kai Atō
- Tomoharu Hasegawa
- Pāko Hayashiya
- Pē Hayashiya
- Steven Haynes
- Harumi Inoue
- Akiko Ishiyama
- Izam
- Nobuaki Kakuda
- Tōru Kazama
- Akiko Kikuchi
- Claude Maki : Raita Takashima
- Hisao Maki
- Kentarō Nakakura
- Kazuya Nakayama : Raita Kazama
- Asae Ōnishi
- Tomoya Shiroishi
- Suekichi
- Yūya Uchida
- Hiroyuki Watanabe